# Sulle tracce del tesoro scomparso
Sulle tracce del tesoro scomparso è un romanzo per ragazzi scritto da Bianca Pitzorno e pubblicato per la prima volta nel 1992 da Arnoldo Mondadori Editore, nella collana Gaia Junior.

## Trama
Le sorelle milanesi Giulia e Olivia Sisti, rispettivamente di 14 e 9 anni, accompagnano durante le vacanze estive la nonna in un paesino in Sardegna. La nonna, fotografa professionista, dovrà realizzare un servizio fotografico su uno scavo archeologico. Giulia, appassionata lettrice di libri polizieschi, inizia un'indagine sul furto di un prezioso vaso antico dal museo locale, accompagnata e aiutata da altri ragazzi del luogo suoi coetanei. Contemporaneamente anche Olivia inizia una caccia alla ricerca di un fantomatico tesoro sepolto, anche lei accompagnata da bambini del luogo suoi coetanei. Il mondo dell'archeologia e la storia dei popoli preistorici sardi fanno a sfondo alle avventure delle due ragazze, così come le antiche tradizioni sarde e il piccolo paesino. Le ricerche non avranno successo: Giulia non riuscirà a risolvere il mistero del vaso rubato e il tesoro cercato da Olivia non è mai esistito, essendo solo una antica leggenda sarda.